# 明治東京戀伽
《明治東京戀伽》是一款由MEGES.所企劃製作的女性向戀愛遊戲，首先在iPhone和Android上作為手機遊戲發布，隨後於2013年與Broccoli合作發行PlayStation Portable版。手機版遊戲為免費的故事情節和收費的聲音drama。整部遊戲的主題圍繞在與明治初期的知名歷史人物的戀愛情境上。PlayStation Portable全語音版角色、故事、聲優等皆沿用手機遊戲部分。簡稱「明戀」(めいこい)。
本篇正統續作《明治東京戀伽 Twilight Kiss》（明治東亰恋伽 トワヰライト・キス）已於2015年4月推出。
劇場版《明治東京恋伽 ～弦月的小夜曲～》（明治東亰恋伽 ～弦月の小夜曲～）於2015年7月18日首映。劇場版後篇《明治東京恋伽 ～花鏡的幻想曲～》（明治東亰恋伽 ～花鏡の幻想曲～）於2016年8月11日推出DVD。
本作於2016年8月25日推出PlayStation Vita移植《明治東京恋伽 Full Moon 》（明治東亰恋伽 Full Moon），並新增可攻略角「岩崎桃介」，同時也已推出了此版本的手機移植版。

## 故事簡介
- 以下為遊戲版的故事設定。

綾月芽衣是一個非常普通的女高中生。在一個紅色滿月之夜逛廟會時遇見了一位自稱是查理的迷之魔術師，並被選中為他的表演助手。
在查理的表演上，芽衣進入了一個蓋起來的箱子裡。就在查理倒數完三秒後，她頓時失去意識。再次醒過來時，卻驚駭的發現自己身處在一個陌生的地方，同時也失去了過去的記憶。此時再次出現在芽衣面前的查理告訴她，她是跨越時代來到了明治時代的「東京」。
芽衣被查理帶到了「鹿鳴館」之中，發現這場舞會上的人們的穿著打扮都與現代不同，甚至驚訝地發現森鴎外、菱田春草、川上音二郎、泉鏡花、藤田五郎、小泉八雲等歷史上的有名人物竟然都活生生的出現在她的面前。
在現代與古老相接銜的「明治」時代中，人們依然相信著妖怪（物の怪）的存在，能看見這類事物的人被稱作「魂依」(たまより)，而芽衣正是這類特殊的人。種種的一切突如其來的降臨在失去記憶的自己身上，芽衣到底該如何面對這一切才好？一場超越時空的戀愛，結果究竟是悲劇或是……？
－－『來吧！現在，請閉上你的雙眼。現在開始就要揭露本世紀最大的魔術！等到我數完，你就會從這個世界消失。準備好了嗎？那麼，3、2、1……』

### 遊戲系統
遊戲共有七名可攻略角色：森鴎外、菱田春草、川上音二郎、泉鏡花、藤田五郎、小泉八雲、查理。
玩家在遊戲裏透過分歧選項的決擇和指定攻略角色互動，依據玩家的選項，決定玩家和攻略角色的結局。每位攻略角色共有三個結局：芽衣和攻略角色留駐明治時代的「明治殘留END」、芽衣告別攻略角色單獨返回現世的「一人現代歸返END」、芽衣偕同攻略角色返回現代相戀生活的「二人現代歸還END」。
將六名歷史人物角色的劇情線全數通關後，將開啟查理的劇情線，所有暗埋伏筆的劇情真相只在查理的「二人現代歸還END」一併揭曉。
PlayStation Vita移植版追加攻略角色岩崎桃介。

## 登場人物

### 主要角色
綾月芽衣（Ayatsuki Mei）
劇場版配音：諸星堇／歌劇出演：青木志穏 (朧月的黑貓)/鈴木桃子 (月虹的婚約者)
本作主角，遊戲中可依玩家喜好更改名字。
普通的女高中生，是個吃貨且特別喜歡吃肉，所有的肉類中最愛牛肉，遊戲中對此著墨甚多。
透過查理的魔術表演穿越時空來到了明治時代，認識了森鷗外、菱田春草、川上音二郎、泉鏡花、藤田五郎、小泉八雲等人。
遊戲中於【森鷗外・菱田春草・查理線】中居住於森鷗外的宅邸；於【川上音二郎・泉鏡花・岩崎桃介線】中居住於神樂坂的置屋（音二郎的住處）；於【藤田五郎・小泉八雲線】中居住於帝國飯店，劇場版【弦月の小夜曲】中雖未明確提及住處，但可據遊戲【泉鏡花】路線推測其居住於神樂坂置屋。
有著可以見到妖怪（物の怪）的特殊能力，在故事中具有該能力之人會被稱作「魂依」(たまより)。
來到明治時代後對於自己的過去記憶模糊，除了自己的名字與知識類記憶清楚記得之外，其餘所有的事情都只能依稀記得。
初至明治東京時一心只想回到原本的時代，但在與森鷗外、菱田春草、川上音二郎、泉鏡花、藤田五郎、小泉八雲等人一同經歷過許多事情之後，芽衣的心境開始起了變化。番外篇附錄漫畫更帶著眾人至現代的時空展開觀光之旅。
森鷗外（Mori Ogai]）
配音：浪川大輔／歌劇出演：荒木宏文
歷史有名的作家。本名森林太郎。是一個軍醫、同時也是作家。在官場上有著很大的名氣，在社交界也相當活躍。
有留學經驗，擅長英語、德語、法語，是一個超級精英，十一歲的時候就進入帝國大學醫學部（今東京大學醫學部）並以首席之姿畢業，同時也在菱田春草就讀的東京美術學校擔任講師，是個全方位天才。
因為看到芽衣臉頰鼓起來的模樣，於是將她暱稱為「小松鼠」(子リスちゃん)。
雖然是個平穩高尚的好青年，但有時候也會表現出幼稚的小孩子行為。有身為軍人的堅持，固定時間會做固定的事情。非常吃喜歡饅頭茶泡飯（一種在白飯上放上1/4甜饅頭後淋上熱茶水的食物)，也熱愛洗澡（行水），宅邸中還有一個專門給他洗澡享受的華麗溫室。
由於似乎經常不顧場合袒露身體四處走動，而被人認為有裸露癖，不過本人只是認為在自己家裡放鬆一點也無所謂。
於【森鷗外・菱田春草線】中可得知第一次與菱田春草見面時曾經熱情邀請他和自己一同洗澡，還大方地要借他毛巾，在春草嚴正拒絕後仍不死心，兩人在宅邸中你跑我追起來，此行為似乎對春草造成了心靈陰影。
森鷗外：「因為你是我的婚約者。」
菱田春草（Hishida Shunso）
配音：KENN／歌劇出演：橋本祥平
歷史有名的日本畫家，遊戲本作裡則是從信州長野來到東京求學的無口系書生少年，就讀於東京美術學校，擅長被稱作「朦朧體」的繪畫技巧，有著沉默寡言而冷靜的性格。
森鷗外很欣賞他的繪畫才能，因此被他半強求地邀請住在自己家中。對芽衣的態度看起來嚴苛又冷淡，實際上是個很溫柔細心的人。
平時都是一副冷靜沉穩的模樣，但當發現自己想畫的對象，就會不顧場合開始對著自己想繪畫的對象「瘋狂求愛」。如【菱田春草線】中的龍蝦與海螺、西式禮服打扮的芽衣等等。此時的春草會人格丕變，滿口煽情的讚美之言（本人對此毫無自覺）。
對貓及貓科動物情有獨鍾，卻不曾坦率地說自己喜歡貓。於【森鷗外・菱田春草線】中可得知其與森鷗外初次見面時，也正巧在其家門口對野貓大肆讚揚，因而引起了森鷗外的好奇心，邀請他進門一敘。
雖然好像經常拒絕森鷗外的言行與邀約，但實際上相當尊敬他。在遊戲中與泉鏡花兩人被玩家戲稱是「明治兩大傲嬌」、「最強書生組」。
歌劇【朧月の黒き猫】採用春草線故事。
菱田春草：「不要去考慮不必要的事情，你只要看著我就可以了。」
川上音二郎
配音：鳥海浩輔／歌劇出演：遊馬晃祐
歷史有名的劇團表演者。立志作為演員出人頭地的美型青年，是川上一座的劇團團長，主要於明治座演出。
隱藏真實性別化名「音奴」(おとやこ)，以女裝姿態作為藝妓在各個料理亭表演，藉此賺取劇團的活動經費。
讓知道自己真實性別的芽衣在外人面前稱呼自己的女裝姿態為「姐姐」(お姉さん)。
酒品似乎不太好，喝醉會發酒瘋用鬍子扎人，泉鏡花因此深受其害。
溫柔可靠，對他人的照料細心入微，擅長察覺狀況，是個值得依賴的親切大哥。
於【川上音二郎・泉鏡花線】中，與泉鏡花第二次在料理亭見面時，因醉酒失言而被鏡花發現自己其實不是女人，從後兩人開始有所交集。
平時愛稱泉鏡花為「小鏡花」（鏡花ちゃん）。雖然會戲弄他，也不時會與他拌嘴，但同時亦相當關心這位比自己年幼的朋友。與此同時對鏡花創作的戲曲有著高度評價，並不時向鏡花要求劇本供劇座演出，一直在他身後支持著他。
川上音二郎：「離開我也可以什麼的，我從不記得我說過一句允許你這樣的話。」
泉鏡花（Izumi Kyoka）
配音：岡本信彦／歌劇出演：赤澤燈(朧月的黑貓)/北川尚弥(月虹的婚約者)
歷史有名的文學劇作家。遊戲本作裡有著相當神經質的性格與嚴重潔癖，怕狗、怕打雷，說話毒舌的書生少年，常使用「白癡」（グズ）來辱罵芽衣。
非常喜歡甜食卻又不坦率，因為害怕細菌，所以食物都要徹底消毒，連溫酒都要熱到會燙傷的程度才能放心，另外也絕對不吃生食或用手抓取過的食物。為此於【川上音二郎・泉鏡花線】中，在第一次與音二郎（女裝姿態）見面時，將音二郎贈送的紅豆麵包以火烤消毒而差點引發火災。
被芽衣稱作「弱點很多的人」。容易激動，也容易被激怒。雖然對芽衣總是不耐煩的樣子，但其實是非常溫柔的人。
從北陸英和學校中途退學後，因崇拜尾崎紅葉，欲拜其為師而隻身一人從金澤來到東京。目前暫住在老師尾崎紅葉的家中。
興趣是收集兔子的相關物品，雖然本人辯稱只是因為是生肖幸運物才收集的，但明顯不只是因為這樣。
川上音二郎非常欣賞鏡花的作品與才能，不時向鏡花要求劇本供劇座演出。
泉鏡花是本作中唯一與芽衣一樣都具有魂依身份的男主角，在故事中教導芽衣許多關於魂依的知識。而在朧之刻時，他的肩膀上會趴著一隻白色兔子，為其母親遺物化成的玩偶付喪神。
是劇場版動畫【弦月の小夜曲】與【花鏡の幻想曲】的男主角。在遊戲中與菱田春草兩人被玩家戲稱是「明治兩大傲嬌」、「最強書生組」。
泉鏡花：「既然說了要到我的身邊來，就給我快點過來，白癡。」
藤田五郎（Fujita Goro）
配音：福山潤／歌劇出演：吉岡佑
在警視廳「妖怪課」（妖邏課）任職的警官，擔當著監視有可以生產怪物的能力的人和妖怪的任務，雖然本人並非魂依，但手中的劍可以反映出妖怪的存在。
劍術非常了得（其真實身分為新撰組的齋藤一）。但卻也因其陰沉有威嚴、充滿壓迫感的言行而被大家迴避著。
最常逮捕的人是小泉八雲，在遊戲中於【藤田五郎・小泉八雲線】常可以看到他的小泉八雲兩人吵吵鬧鬧的樣子。
雖然外表看起來十分嚴肅，但在遊戲【藤田五郎線】中可以看出他有著擅長料理和裁縫的有如家庭主婦的另一面。
住宅時常被人擅闖，最常擅闖藤田五郎家的人也是小泉八雲，菱田春草也曾因為追貓而闖進藤田五郎的院子，藤田五郎曾經為此感慨「為什麼大家都這麼喜歡擅闖我家啊……」。
藤田五郎：「我可沒有放跑你的打算，所以你也做好心理準備吧。」
小泉八雲（Koizumi Yakumo）
配音：立花慎之介／歌劇出演：汐崎アイル
歷史有名的文學家。東京帝國大學的英語講師。目前居住在帝國飯店，是個在希臘出生，在愛爾蘭長大的外國人，講話中帶有外國口音，非常喜歡日本文化。
兩隻眼睛顏色不同是因為其中一隻眼睛是義眼，並非虹膜異色症。
由於兒時的特殊經歷而對不可思議的事件非常有興趣。是個舉止得宜又開朗大方的人（實際上也有腹黑的一面），知道芽衣喜歡牛肉後，也不時會請她吃。
私底下對各種日本妖怪（物の怪）很有研究，每天除了在大學授課，亦積極收集著各種怪談與神秘的故事，同時也是個作家，遊戲中亦提及其作品《無耳琴師芳一》。
似乎相當喜歡墓園的氣氛，同時也很期待能在這些場所邂逅妖怪，在遊戲【小泉八雲線】中曾帶著芽衣前往墓園「約會」。
知道芽衣的魂依身份後不時會她詢問妖怪的線索，因為其怪異的言行舉止與煩人的性格而時常被身為警官的藤田五郎逮捕。
對藤田五郎日本風味的宅邸情有獨鍾，常常擅闖他家「參觀」。
小泉八雲：「……小姑娘，請一直像這樣在我的身邊。」
查理（Chari）
配音：森川智之／歌劇出演：安里勇哉
遊戲裡的關鍵角色，自稱奇術師，戴著單片眼鏡、身穿燕尾服充滿神秘感的青年，是把芽衣帶往明治時代的罪魁禍首，同時也是芽衣的引導者。遊戲裡玩家必須通關完所有歷史角色劇情線的結局，才能開啟查理線。
相當中意芽衣冷淡言語和鄙視的表情，被這樣對待後會變得興奮，疑似有被虐狂屬性。
在各路線中皆與芽衣約定在一個月後的滿月送她回到現代，故玩家可於各路線的最後找他選擇是否返回現代。
自稱松旭斎天一 （页面存档备份，存于），在遊戲【查理線】中，不時會在日比谷公園表演奇術秀，並曾讓芽衣擔任助手，是個總是帶著神秘莫測的笑容，難以捉摸的人。
真實身分是付喪神也是妖怪的一種，只會於朧之刻出現。
查理：「因為我，喜歡你啊。」
岩崎桃介（Iwasaki Tosuke）
配音：細谷佳正
PlayStation Vita移植版追加攻略角色，原型為明治時代著名企業家，福澤桃介 （页面存档备份，存于）。
發明家兼投資家，曾造訪過美國。回國後，致力於電能相關研究，在慶應大學裡有自己的研究室。
在【岩崎桃介線】中與芽衣初會時，毫不吝嗇的給予沒有明治時期金錢觀的她一千圓做為車費（此金額在明治時期足以購置房產），並毫不在意歸還問題。
由於工作的緣由，除了對各種新鮮事物抱持強烈好奇心之外，談吐中也擁有讓人難以拒絕的強勢，不時用言語戲弄芽衣。本人亦相當中意反應與見識都與眾不同的她，時常抽空前往神樂坂的料亭指名在料亭接待的芽衣，也會強行指名帶她出場遊玩。
和川上音二郎是舊識，兩人曾一起在福澤諭吉的塾中學習，但和中途放棄的音二郎不同，桃介是福澤諭吉最寄厚望的學生。
相當喜歡巧克力，基本上是隨身攜帶的程度。巧克力在明治時期是相當高昂的奢侈甜品，能肆意享用這點也顯示他不凡的財力。
為本作第三位具有魂依能力的角色，但不同於能與妖怪和平相處的鏡花，桃介因為母親的緣故，對妖怪有著難以言明的複雜恨意。
由於其財大氣粗且強勢的性格宛如職場言情小說的男主角，在同好之中被戲稱「總裁」。

### 其他人物
富美（Fumi，CV：佐藤はな）
森鷗外家的三十歲左右的女管家，最初對於穿著現代制服的芽衣感到很不可思議，帶有一點警戒心。得知事情原委後對來到明治時代的芽衣十分溫柔，教導芽衣怎麼穿著明治時代的服裝。
愛麗絲（Erisu）
森鴎外在德國留學時的戀人，在他的小說《舞姫》中作為一個角色登場。
岡倉天心（Okakura Tenshin，CV：遊佐浩二）
菱田春草就讀的美術學校的校長。
橫山大觀（Yokoyama Taikan）
CV：前野智昭／歌劇出演：橘 龍丸
菱田春草在美術學校的好朋友，畫作作品受菱田春草的肯定。
白雪（Shirayuki，CV：種崎敦美）
在泉鏡花的著作《夜叉池》中登場的角色，被囚於池中的龍神公主，心念著遠方的戀人卻因為與村人的誓約而無法離開池子。
在《夜叉池》原著中，透過書中主角百合所歌唱的子守唄而冷靜下來。
【泉鏡花線】中變成化物神(化ノ神)盤據於不忍池，由鏡花本人定期前往池邊歌唱來安撫。
【川上音二郎線】中，川上座所表演的《夜叉池》由川上音二郎飾演白雪一角。

## 特殊用語
魂依（Tamayori）
可以看到幽靈、附喪神等不可思議事物的人，在早期是備受尊重的珍貴存在，最近因為明治時期的現代化革新而人數銳減。
本作的登場人物中僅主人公綾月芽衣與泉鏡花具此種能力。（於劇場版登場的岩崎桃介為新增的第三位魂依能力者）
妖怪（Mononoke）
常人所看不見的特殊存在，有許多種類，如幽靈、附喪神、化物神(化ノ神)等等，多出現於朧之刻(朧の刻)，在故事中僅魂依能看見這類事物。
化物神（Bakenokami）
多自有才能的作家或畫家筆下的作品幻化而出，實體化時會從作家或畫家的作品消失，造成作品後續創作與發表的困擾。
如：森鷗外小說《舞姬》中的愛麗絲(エリス)、菱田春草畫作《黑貓》的黑貓、泉鏡花戲曲《夜叉池》的龍神公主白雪(しらゆき)等。
朧之刻（Oboronotoki）
指自黃昏開始到夜晚的時間，又被稱作「大禍刻」。傳說在朧之刻時遇見妖怪的頻率會變高，人們都會避免在此時出門。遊戲中的魂依們在此時過後便可以看見妖怪。

## 主題歌

### 明治東亰恋伽
片頭曲（OP）
「東亰浪漫譚」
作詞・作曲 - MIKOTO / 編曲 - 村上純 / 歌 - KENN
「紅ノ夜ノ唄」
作詞・作曲 - MIKOTO / 編曲 - 村上純 / 歌 - KENN
片尾曲（ED）
「星降ル夜、僕ノワルツ」
作詞 - 高井ウララ / 作曲・編曲 - 塩田幸成 / 歌 - KENN

### 明治東亰恋伽 Twilight・Kiss
主題歌「ルナティック・キス」
作詞 - 魚住ユキコ / 作曲 - 小川智之 / 歌 - 菱田春草（KENN）、泉鏡花（岡本信彦）

### 劇場版 明治東京戀伽 〜弦月的小夜曲〜
主題歌「Dance In The Light」
作詞 -魚住ユキコ / 作曲 - 小川智之 / 歌 - 菱田春草（KENN）

### 劇場版 明治東京戀伽 〜花鏡的幻想曲〜
主題歌「約束」
作詞 -魚住ユキコ / 作曲 -  小川智之/ 歌 - 菱田春草（KENN）

## 相關商品

### CD

#### 主題歌CD
| 發售日         | 標題                                                 | 規格      | 曲目 | 備考資料                                                 |
| -------------- | ---------------------------------------------------- | --------- | --- | -------------------------------------------------------- |
| 2013年10月30日 | KENN / 紅ノ夜ノ唄                                    | FVCG-1269 | 1. 紅ノ夜ノ唄 【作詞作曲:MIKOTO/編曲:村上純】 2. Eidolon 【作詞:MIKOTO/作曲:DANI/編曲:尾澤拓実】 3. 紅ノ夜ノ唄(Off Vocal) 4. Eidolon(Off Vocal) | 5pb. オリコン最高47位                                    |
| 2014年10月1日  | 菱田春草(KENN),泉鏡花(岡本信彦) / ルナティック・キス | MESC-0135 | 1. ルナティック・キス 2. ノスタルジア 3. ルナティック・キス(春草独唱) 4. ルナティック・キス(鏡花独唱)                                           | マリン・エンタテインメント オリコン最高17位、登場回数3回 |

#### 廣播劇CD

##### 明戀音聲劇場 明治東亰戀逢
| 發售日        | 標題                           | 規格      | 曲目 | 備考資料                                     |
| ------------- | ------------------------------ | --------- | --- | -------------------------------------------- |
| 2012年2月22日 | 明治東亰恋逢〜春草・音二郎編〜 | MESC-0067 | 1. 開幕〜夢ノハジマリ 2. 不忍池ニテ西洋料理ヲ 3. 手ヲツナギテ動物園ヘ 4. 美術学校ニシノブ 5. 雪フル道ヲ 6. 幕間〜泡沫ノ漂ウナリ 7. 神楽坂デアフ朝 8. パノラマ館ニ望ム 9. 浅草ヲソゾロ歩ケバ 10. 逃避行ノ果テニ 11. 閉幕〜シバシノ別レ | マリン・エンタテインメント オリコン最高162位 |
| 2012年7月29日 | 明治東亰恋逢〜鏡花・八雲編〜   | MESC-0068 | 1. 開幕〜夢ノマエブレ 2. 新橋ヨリ旅立ツ 3. 曲馬ニカンゲキス 4. 西洋ノ薫ル道 5. アイマミエ帰ル 6. 幕間〜幽玄ニ朧ゲナリ 7. 隅田川ノボリテ 8. 呼ブ声ト占フ 9. 花見ヨリ団子 10. 桜ノ舞散ルニ 11. 閉幕〜サイカイヲ誓フ                     | マリン・エンタテインメント オリコン最高130位 |
| 2012年9月26日 | 明治東亰恋逢〜鴎外・五郎編〜   | MESC-0069 | 1. 開幕〜夢ノ兆シ 2. 観魚室ニ漂フ 3. ソボ降ル雨ヲ避ケテ 4. 宴ノ支度 5. 夜会ヲ彩ル華 6. 幕間〜深遠ヨリ呼ブ声 7. 番町ノ坂ニ潜ム 8. ネギマ鍋ヲ喰ラフ 9. 白煙ノ先ニ見タ光 10. 約束ノ口付 11. 閉幕〜キミノ心ノ中ニ                         | マリン・エンタテインメント オリコン最高132位 |

##### 明戀音声劇場 恋綺譚
| 發售日         | 標題             | 規格      | 曲目 | 備考資料                                     |
| -------------- | ---------------- | --------- | --- | -------------------------------------------- |
| 2012年12月21日 | 恋綺譚〜第一幕〜 | MESC-0093 | 1. 特別ということ 2. 三人目のメンバー 3. 君の好きなもの 4. 世にも奇妙な……                                                     | マリン・エンタテインメント オリコン最高246位 |
| 2013年1月23日  | 恋綺譚〜第二幕〜 | MESC-0094 | 1. 熱を奪う(音二郎・八雲) 2. ノット・ギルティ(鏡花・藤田) 3. 欧米流の冴えたやり方(鏡花・八雲) 4. けんかをやめて(音二郎・藤田) | マリン・エンタテインメント オリコン最高172位 |
| 2013年3月27日  | 恋綺譚〜第三幕〜 | MESC-0095 | 1. 夜、しぐれて(鴎外・音二郎) 2. 月下美人(春草・藤田) 3. 嫁姑バトル(鴎外・藤田) 4. その光るもの(春草・音二郎)                 | マリン・エンタテインメント オリコン最高206位 |

##### 明戀音聲劇場 安眠情境CD
| 發售日        | 標題                                                                                                 | 規格      | 曲目                                                                                            | 備考資料                                    |
| ------------- | --- | --------- | ----------------------------------------------------------------------------------------------- | ------------------------------------------- |
| 2015年6月24日 | 森鴎外(浪川大輔) / 安眠シチュエーションCDシリーズ－おやすみ、子リスちゃん～森鴎外編～                | MESC-0140 | 1. ある夜の一頁 2. 僕だけの特権 3. おやすみ、子リスちゃん 4. 生まれて初めて                     | マリン・エンタテインメント オリコン最高57位 |
| 2015年6月24日 | 菱田春草(KENN) / 安眠シチュエーションCDシリーズ－変な寝顔、世も末だ ～菱田春草編～                   | MESC-0141 | 1. 風雨とともに 2. いつもの香り 3. 変な寝顔だけど 4. 君がいい                                   | マリン・エンタテインメント オリコン最高44位 |
| 2015年7月23日 | 川上音二郎(鳥海浩輔) / 安眠シチュエーションCDシリーズ－寝かせて欲しいか? ～川上音二郎編～            | MESC-0142 | 1. 待っててくれる人 2. 筋書きのない未来 3. たった一つの我儘 4. いつもの、特別な風景             | マリン・エンタテインメント オリコン最高62位 |
| 2015年7月23日 | 泉鏡花(岡本信彥) / 安眠シチュエーションCDシリーズ－早く寝なよ、このグズ ～泉鏡花編～                 | MESC-0143 | 1. 思い出の場所 2. 昔話 3. 全部覚えてる 4. 約束                                                 | マリン・エンタテインメント オリコン最高52位 |
| 2015年8月26日 | 藤田五郎(福山潤) / 安眠シチュエーションCDシリーズ－柔らかな夜をおまえに ～藤田五郎編～               | MESC-0144 | 1. 好天を願う 2. 髪遊び 3. 柔らかな夜 4. 家族が増えたら                                         | マリン・エンタテインメント オリコン最高57位 |
| 2015年8月26日 | 小泉八雲(立花慎之介) / 安眠シチュエーションCDシリーズ－グッナイ・プレザント・ドリーム ～小泉八雲編～ | MESC-0145 | 1. 夢へのエスコート 2. 愛のダイアリー 3. グッナイ・プレザント・ドリーム 4. チャーミングなあなた | マリン・エンタテインメント オリコン最高61位 |

#### 角色歌CD

##### 明恋角色歌系列 - Romance Record -
| 發售日        | 標題                                                                                             | 規格      | 曲目 | 備考資料                                    |
| ------------- | ------------------------------------------------------------------------------------------------ | --------- | --- | ------------------------------------------- |
| 2014年2月26日 | 森鴎外(浪川大輔),菱田春草(KENN) / ロマネスクレコード 其ノ壱『忘却イルミネヰト』                  | MESC-0116 | 1. 忘却イルミネヰト 2. 惑イヘ導ク望月(序幕) 3. 惑イヘ導ク望月(鴎外編) 4. 惑イヘ導ク望月(春草編)                                                           | マリン・エンタテインメント オリコン最高43位 |
| 2014年3月26日 | 川上音二郎(鳥海浩輔),泉鏡花(岡本信彦) /ロマネスクレコード 其ノ弐『恋色夜叉』                     | MESC-0117 | 1. 恋色夜叉 2. 呼応スル桜吹雪(序幕) 3. 呼応スル桜吹雪(音二郎編) 4. 呼応スル桜吹雪(鏡花編)                                                                 | マリン・エンタテインメント オリコン最高57位 |
| 2014年4月23日 | 藤田五郎(福山潤)､小泉八雲(立花慎之介) / ロマネスクレコード 其ノ参『暁の輪舞曲-beyond the luna-』 | MESC-0118 | 1. 暁の輪舞曲(ロンド) -beyond the luna- 2. 夜空ノ調ベヲ聞キナガラ(序幕) 3. 夜空ノ調ベヲ聞キナガラ(藤田編) 4. 夜空ノ調ベヲ聞キナガラ呼応スル桜吹雪(八雲編) | マリン・エンタテインメント オリコン最高29位 |

##### 明恋角色歌系列2 - Romance Record2 -
| 發售日         | 標題                                                                        | 規格      | 曲目                                                                                         | 備考資料                                     |
| -------------- | --------------------------------------------------------------------------- | --------- | -------------------------------------------------------------------------------------------- | -------------------------------------------- |
| 2016年5月25日  | 森鴎外(浪川大輔) / ロマネスクレコード2 其ノ壱『Traumerei』                  | MESC-0173 | 1. Traumerei 2. 募る想いを胸に秘め(鴎外編) 3. Traumerei(off vocal)                           | マリン・エンタテインメント オリコン最高92位  |
| 2016年6月22日  | 菱田春草(KENN) /ロマネスクレコード2 其ノ弐『飛花落葉』                      | MESC-0174 | 1. 飛花落葉 2. 募る想いを胸に秘め(春草編) 3. 飛花落葉(off vocal)                             | マリン・エンタテインメント オリコン最高62位  |
| 2016年7月20日  | 川上音二郎(鳥海浩輔) / ロマネスクレコード2 其ノ参『明日への序曲』           | MESC-0175 | 1. 明日への序曲 2. 募る想いを胸に秘め(音二郎編) 3. 明日への序曲(off vocal)                   | マリン・エンタテインメント オリコン最高78位  |
| 2016年8月24日  | 泉鏡花(岡本信彦) / ロマネスクレコード2 其ノ肆『幻想の夢』                   | MESC-0176 | 1. 幻想の夢 2. 募る想いを胸に秘め(鏡花編) 3. 幻想の夢(off vocal)                             | マリン・エンタテインメント オリコン最高95位  |
| 2016年9月22日  | 藤田五郎(福山潤) / ロマネスクレコード2 其ノ伍『終わらぬ刻』                 | MESC-0177 | 1. 終わらぬ刻 2. 募る想いを胸に秘め(五郎編) 3. 終わらぬ刻(off vocal)                         | マリン・エンタテインメント オリコン最高103位 |
| 2016年10月21日 | 小泉八雲(立花慎之介) / ロマネスクレコード2 其ノ陸『摩訶不思議アパリション』 | MESC-0178 | 1. 摩訶不思議アパリション 2. 募る想いを胸に秘め(八雲編) 3. 摩訶不思議アパリション(off vocal) | マリン・エンタテインメント オリコン最高106位 |
| 2017年1月26日  | 岩崎桃介(細谷佳正) / ロマネスクレコード2 其ノ漆『Twilight Preview』         | MESC-0179 | 1. Twilight Preview 2. 募る想いを胸に秘め(桃介編) 3. Twilight Preview(off vocal)             | マリン・エンタテインメント オリコン最高68位  |
| 2017年2月23日  | チャーリー(森川智之) / ロマネスクレコード2 其ノ捌『君のすべてを』           | MESC-0180 | 1. 君のすべてを 2. 募る想いを胸に秘め(チャーリー編) 3. 君のすべてを(off vocal)               | マリン・エンタテインメント オリコン最高112位 |

### 書籍

#### 小説
- 明治東京戀伽 紅月夜的婚約者 (明治東亰恋伽 紅月夜の婚約者)
- 明治東京戀伽 戀月夜的新娘 (明治東亰恋伽 恋月夜の花嫁)

#### 漫画
- 明治東京戀伽 朧之刻的戲曲 (明治東亰恋伽 朧ノ刻の戯曲)

#### 公式合同漫畫
- 明治東京戀伽 Moonlight・Memories (明治東亰恋伽 ムーンライト・メモリーズ)

### 活動DVD
- 明治東京戀伽 ～時尚浪漫劇場～ (明治東亰恋伽〜ハイカラ浪漫劇場〜)
- 明治東京戀伽 ～時尚浪漫劇場2～ (明治東亰恋伽〜ハイカラ浪漫劇場2〜)
- 明治東京戀伽 ～時尚浪漫劇場3～ (明治東亰恋伽〜ハイカラ浪漫劇場3〜)
- 明治東京戀伽 ～時尚浪漫劇場4～ (明治東亰恋伽〜ハイカラ浪漫劇場4〜)
- 明治東京戀伽 ～時尚浪漫劇場5～ (明治東亰恋伽〜ハイカラ浪漫劇場5〜)

## 製作團隊
- 腳本創作 - 魚住ユキコ
- 圖像繪製 - かる
- 導演製作 - ALICE FROM JAPAN

## 電視動畫
《明治東京戀伽》由TMS娛樂製作，2019年1月開始播出。 

### 主題曲
片頭曲
填詞：MIKOTO，作曲：小川智之，主唱：KENN
片尾曲

主唱：森鷗外（浪川大輔）、菱田春草（KENN）

主唱：小泉八雲（立花慎之介）、泉鏡花（岡本信彦）

主唱：川上音二郎（鳥海浩輔）、藤田五郎（福山潤）

### 各話列表
| 話數 | 日文標題 | 中文標題                     | 劇本       | 分鏡       | 演出                                                                          | 作畫監督                    |
| ---- | -------- | ---------------------------- | ---------- | ---------- | ----------------------------------------------------------------------------- | --------------------------- |
| 1    |          | 突然到來的草莓色之月         | 高橋幹子   | 大地丙太郎 | 向井雅浩                                                                      | 山中純子、大島美和          |
| 2    |          | 牛肉火鍋是被蒸氣朦朧了的羅曼 | 高橋幹子   | 大地丙太郎 | 佐土原武之                                                                    | 邱明哲、德川惠梨            |
| 3    |          | 在鬧鬼酒店中抓住她           | 高橋幹子   | 山口光     |                                                                               | 野武洋行、富永真理 秦野吉紹 |
| 4    |          | 花滿淺草的約會               | 高橋幹子   | 四分一節子 | 戶澤稔                                                                        | 佐佐木恵子                  |
| 5    |          | 未婚妻之路何其漫長           |            | 佐藤真二   | 清水明                                                                        | 邱明哲、德川惠梨            |
| 6    |          | 夢想與熱情的電能             | 四分一節子 | 山田卓     | 宍戶久美子、秦野好紹                                                          |                             |
| 7    |          | 好想好想遇見雨天             | 大地丙太郎 | 松川朋弘   | 菅井嘉浩                                                                      | 中谷藍                      |
| 8    |          | 真砂町貓咖啡事變             |            | 本南宗吾郎 |                                                                               | 野武洋行、富永真理 秦野吉紹 |
| 9    |          | 逃出下午三點                 | 大地丙太郎 | 戶澤稔     | 佐佐木恵子                                                                    |                             |
| 10   |          | 愛與惆悵的迷宮               | 大地丙太郎 | 松川朋弘   | 秦野好紹 佐藤智子、萩野美希 加野晃、米本奈苗                                  |                             |
| 11   |          | 黑貓不願回頭                 | 大地丙太郎 | 菅井嘉浩   | 中谷藍、佐佐木恵子                                                            |                             |
| 12   |          | 被草莓之月擁抱著             | 大地丙太郎 | 山本泰一郎 | 秦野好紹、宍戸久美子 富永真理、加野晃 米本奈苗、佐佐木恵子 中谷藍、Kim Yoo-Mi |                             |

### 藍光與DVD
| 卷數        | 發售日期      | 收錄話數       | 規格編號    |
| Blu-ray BOX | Blu-ray BOX   | Blu-ray BOX    | Blu-ray BOX |
| ----------- | ------------- | -------------- | ----------- |
| 上          | 2019年3月29日 | 第1話 ~ 第6話  | TCBD-0822   |
| 下          | 2019年5月29日 | 第7話 ~ 第12話 | TCBD-0823   |
| DVD         |               |                |             |
| 1           | 2019年3月29日 | 第1話、第2話   | TCED-4361   |
| 2           | 2019年3月29日 | 第3話、第4話   | TCED-4362   |
| 3           | 2019年3月29日 | 第5話、第6話   | TCED-4363   |
| 4           | 2019年5月29日 | 第7話、第8話   | TCED-4364   |
| 5           | 2019年5月29日 | 第9話、第10話  | TCED-4365   |
| 6           | 2019年5月29日 | 第11話、第12話 | TCED-4366   |

## 劇場版動畫
2015年7月18日『劇場版 明治東京戀伽 〜弦月的小夜曲〜』公開首映
2016年5月6日『劇場版 明治東京戀伽 〜花鏡的幻想曲〜』公開首映

### 製作團隊（劇場版）
- 原作 - 株式会社MAGES.
- 導演 - わたなべひろし
- 監修 - 魚住ユキコ
- 劇本 - 中村能子
- 角色原案 - かる
- 角色設計 - 平川亜喜雄
- 美術導演 - 片平真司
- 色彩設計 - 桂木今里
- 攝影導演 - 越山麻彦
- 編輯 - 松原理恵
- 音樂 - 有限会社イマジン・ボイス
- 音響導演 - はたしょう二
- 音響製作 - ダックスプロダクション
- 執行製作人 - 太田豊紀、西川路健太、森田知治
- 製作人 - 中辻幸人、福留美穂、藤巻心、内野秀紀、川上勇吾
- 動畫製作人 - 浦崎宣光
- 動畫製作 - スタジオディーン
- 製作 - 魂依保存委員会

## 歌劇
目前共有兩部歌劇。
第一部標題『歌劇 明治東京戀伽～朧月的黑貓～』(歌劇 明治東亰恋伽〜朧月の黒き猫〜)，菱田春草路線。
於2016年6月舞台化，銀座博品館劇場首演。劇本為桜木さやか，導演為吉谷光太郎。
第二部標題『歌劇 明治東京戀伽～月虹的婚約者～』(歌劇 明治東亰恋伽〜月虹の婚約者〜)，森鷗外路線。
於2018年8月舞台化，大阪森ノ宮ピロティホール首演。劇本為桜木さやか，導演為吉谷光太郎。

### 角色（歌劇）
詳情參照「#登場人物」

## 外部連結
- 游戏
  - 明治東亰恋伽 （页面存档备份，存于） - スマートフォン・携帯版
  - 明治東亰恋伽 （页面存档备份，存于） - PlayStation Portable版
  - 明治東亰恋伽 トワヰライト・キス （页面存档备份，存于）
  - 明治東亰恋伽 Full Moon （页面存档备份，存于）
- 劇場版『明治東亰恋伽』公式サイト （页面存档备份，存于）
- 歌劇『明治東亰恋伽〜朧月の黒き猫』公式サイト （页面存档备份，存于）
- 歌劇「明治東亰恋伽〜月虹の婚約者〜」公式サイト （页面存档备份，存于）
- TVアニメ「明治東亰恋伽」公式サイト （页面存档备份，存于）
  - めいこい公式的X（前Twitter）
- ドラマ/映画「明治東京恋伽」公式サイト （页面存档备份，存于）
  - 【独占配信】ドラマ『明治東亰恋伽』 （页面存档备份，存于） - U-NEXT
  - 実写版ドラマ&映画「明治東亰恋伽」最新情報 （页面存档备份，存于）
  - ドラマ&映画「明治東亰恋伽」的X（前Twitter）